# Ugo Sivocci
Ugo Sivocci (Milano, 29 agosto 1885 – Monza, 8 settembre 1923) è stato un pilota automobilistico italiano.

## Biografia
Cominciò la sua attività sportiva come ciclista insieme al fratello minore Alfredo, destinato a divenire un noto atleta del pedale. Ugo fu invece subito attratto dalle automobili; iniziò la sua carriera di pilota con una OTAV nel 1906 ed ottenne la sua prima vittoria nella Torino-Colle del Sestriere del 1909.
Nel 1911 fu assunto come meccanico collaudatore e pilota in un'azienda di Milano, la De Vecchi & C. Alla guida di vetture De Vecchi corse la Targa Florio nel 1913 e nel 1914, con un sesto posto assoluto nell'edizione 1913. Nel 1919 passò alla C.M.N. ed in seguito (1920) all'Alfa Romeo. Una parentesi nella stagione 1921, quando venne reclutato come pilota ufficiale dalla Fiat per competere nel 1º Gran Premio d'Italia.
Fu grande amico di Enzo Ferrari; a Sivocci si deve il merito di aver portato il "Drake" nel mondo delle corse, facendolo assumere alla C.M.N., nel 1919. In coppia con Ferrari partecipò, quello stesso anno, alla Targa Florio.
Nel 1920, assieme ad Enzo Ferrari, venne ingaggiato da Alfa Romeo. Forse il passaggio in Alfa fu dovuto  all’interessamento dell’amico di vecchia data Antonio Ascari, riconoscente del proprio debutto nelle corse avvenuto nel 1911, quando entrambi erano in De Vecchi (http://www.fondazionedevecchi.org/storia). Si compose così la mitica prima Squadra Corse Alfa Romeo, quella dei "4 moschettieri" che comprendeva anche Giuseppe Campari.
Alla guida di un'Alfa HP 20-30 ES Sport arrivò secondo alla Parma-Poggio Berceto nell'edizione 1923.
Nello stesso anno conquistò il successo più importante della sua carriera automobilistica, vincendo alla Targa Florio con un'Alfa Romeo RL. Il successo dell'Alfa Romeo alla competizione fu completato con il secondo posto di Antonio Ascari ed il quarto con Giulio Masetti.

### L'incidente mortale a Monza

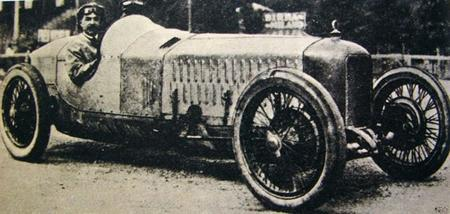
Sivocci e Guatta sulla "P1", poco prima dello schianto

Morì per un'uscita di pista e successivo schianto contro gli alberi dell'Alfa Romeo P1 da lui condotta, durante le prove del 1º Gran Premio d'Europa del 1923 che si svolgeva sull'autodromo di Monza. Il suo copilota-meccanico Angelo Guatta, pur ferito in modo molto grave, riuscì invece a sopravvivere e, in seguito, a riprendere l'attività nelle corse. La P1 del pilota salernitano nell'occasione era iscritta con il numero 17 ed era priva dello scaramantico quadrifoglio verde, che debuttò proprio con Sivocci in occasione della Targa Florio dello stesso anno. Analogamente, su una vettura con il numero 17 aveva trovato la morte l'anno precedente il pilota Biagio Nazzaro. Tale coincidenza suscitò una notevole impressione tra i piloti, i meccanici e i tecnici del mondo delle competizioni. A causa di tale coincidenza, il numero di gara 17 non venne più assegnato alle auto da corsa italiane.
Lo stesso giorno della sciagura, un comunicato stampa dell'ing. Nicola Romeo annunciò il ritiro delle altre vetture Alfa Romeo dalla competizione. Sempre in suo onore, si deve l'adozione del celebre "quadrifoglio verde" sulle vetture sportive Alfa Romeo.
Il figlio Riccardo (1910-2003) che lo seguiva sui campi di gara fin da bimbo, divenne un valente tecnico dell'automobilismo sportivo. Assunto in Alfa Romeo nel 1932, si distinse come meccanico, preparatore e collaudatore nel reparto corse. Nell'immediato dopoguerra passò alla Maserati e poi venne ingaggiato come meccanico personale da Juan Manuel Fangio, negli anni della conquista ai cinque titoli iridati.

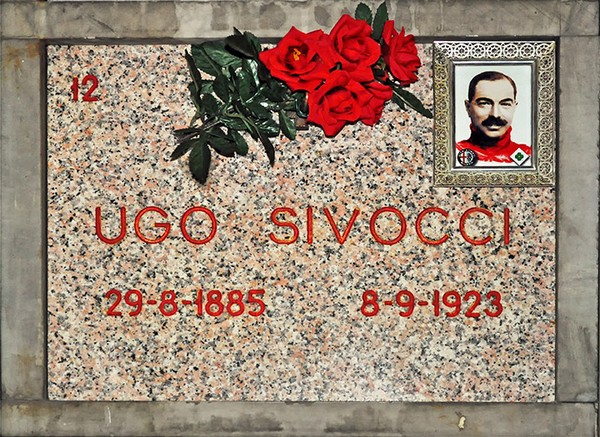
Al Cimitero Maggiore di Milano

Ugo Sivocci è stato sepolto al Cimitero Maggiore di Milano, ove i resti sono poi stati tumulati in una celletta.

## Palmarès
- Torino-Colle del Sestriere: primo posto (1909)
- Parma - Poggio di Berceto: secondo di categoria (1913)
- Targa Florio: sesto assoluto (1913)
- Parma - Poggio di Berceto: secondo posto (1921);
- Circuito del Mugello: terzo posto (1921);
- Targa Florio: nono posto (1922);
- Targa Florio: primo posto (1923).